# Fågelsvattnet
Fågelsvattnet är en sjö i Skellefteå kommun i Västerbotten och ingår i Skellefteälven-Bureälvens kustområde. Sjön har en area på 0,0863 kvadratkilometer och ligger 34,2 meter över havet.

## Delavrinningsområde
Fågelsvattnet ingår i det delavrinningsområde (718126-175799) som SMHI kallar för Rinner mot Burefjärden. Medelhöjden är 15 meter över havet och ytan är 7,62 kvadratkilometer. Det finns inga avrinningsområden uppströms utan avrinningsområdet är högsta punkten. Avrinningsområdets utflöde mynnar i havet, utan att ha någon enskild mynningsplats. Avrinningsområdet består mestadels av skog (75 procent). Avrinningsområdet har 0,72 kvadratkilometer vattenytor vilket ger det en sjöprocent på 9,4 procent. Bebyggelsen i området täcker en yta av 0,53 kvadratkilometer eller 7 procent av avrinningsområdet.